# Saint-Malo-de-la-Lande
Saint-Malo-de-la-Lande è un comune francese di 448 abitanti situato nel dipartimento della Manica nella regione della Normandia.
Fa parte della circoscrizione (arrondissement) di Coutances ed è capoluogo del cantone omonimo, a cui appartengono, oltre che il comune di Saint-Malo-de-la-Lande stessa, i comuni di Agon-Coutainville, Ancteville, Blainville-sur-Mer, Boisroger, Brainville, Gouville-sur-Mer, Gratot, Heugueville-sur-Sienne, Montsurvent, Servigny, Tourville-sur-Sienne e La Vendelée (in tutto 13 comuni).

## Società

### Evoluzione demografica
Abitanti censiti